# Lauer GmbH
Die Lauer GmbH ist im Anlagenbau, in der Technischen Gebäudeausrüstung und im Facilitymanagement tätig. Das Unternehmen, mit Hauptsitz in Seeheim-Jugenheim, wurde im Jahr 1986 als Lauer Isolierungen GmbH gegründet.

## Geschichte

### Ursprung
Ein Ursprung des Unternehmens war die 1939 gegründete Maschinenfabrik Wester, die seit 1976 zur Deutschen Babcock gehört. Dort wurde das Geschäftsfeld dem Babcock Industrierohrleitungsbau (später Babcock Industry & Power) zugewiesen. Anfang des 21. Jahrhunderts wechselten die Eigentümer mehrfach und 2020 verschmolz der Chemieanlagenbau der Babcock Industry & Power GmbH mit der Lauer Industrieservice GmbH.

### Heutiges Unternehmen
Im Gründungsjahr 1986 war die Lauer Industrieservice GmbH in den Bereichen Wärmedämmung und Brandschutz tätig. Ab 2002 kamen weitere Gewerke hinzu, unter anderem Technische Gebäudeausrüstung, EMSR-Technik, Stahlbau und Chemieanlagenbau. Im Jahr 2008 expandierte das Unternehmen durch mehrere Übernahmen: BWB Engineering (Niederlassung Kronberg), MBB Kettner, Kiefer GmbH, Rist Anlagenbau (Teilübernahme und Verschmelzung mit der Rist Transporttechnik GmbH), Pzybilla Heiz- und Gebäudetechnik, Infrastrukturbau (Teilübernahme). 2014 richtete das Unternehmen eine Arbeitsgemeinschaft mit der InfaServ Höchst GmbH ein. Seit 2015 ist das Unternehmen mit eigenen Werkstätten im Industriepark Höchst vertreten. 2017 erhielt das Unternehmen die Anerkennung als Errichterunternehmen für Feuerlöschanlagen und nahm das Gewerk Mieterausbau KG 300/400 in ihr Portfolio auf. 2018 erfolgte eine Teilübernahme der Firma OKI Isoliertechnik GmbH und 2020 kam es zu der Verschmelzung mit der Babcock Industry & Power GmbH (Chemieanlagenbau). Im Jahr darauf (2021) wurde die Teilübernahme der Firma Bachtrup Stahlbau GmbH vollzogen. 2022 ergänzte das Gewerk Photovoltaik das Angebot und 2023 die Gewerke Sicherheitstechnik und Sicherungs- und Atemschutztechnik.